# Julius Axelrod
Julius Axelrod (Nueva York, Estados Unidos, 30 de mayo de 1912 - Rockville, 29 de diciembre de 2004) fue un bioquímico estadounidense galardonado con el Premio Nobel en Fisiología o Medicina el año 1970.

## Biografía
Nació en Nueva York, en una familia judía de inmigrantes polacos. Estudió un bachillerato en Biología en el City College de la Universidad de la Ciudad de Nueva York, donde se graduó con honores en 1933. Tras haber sido rechazadas sus postulaciones para estudiar medicina en varias universidades, trabajó un breve periodo como técnico de laboratorio en la Universidad de Nueva York.
En 1935 trabajó en pruebas de suplementación vitamínica alimentaria para el Departamento de Salud de Nueva York, donde sufrió una lesión en su ojo izquierdo producto de la explosión de una botella de amoníaco, tras lo cual debió usar un parche ocular por el resto de su vida.
Cursó una maestría en Química en la Universidad de Nueva York, graduándose en 1941. En 1946 inició su carrera como investigador, trabajando en el Goldwater Memorial Hospital, bajo la supervisión de Bernard Brodie.
En 1949, comienza a trabajar en el Instituto Nacional del Corazón, de los National Institutes of Health (NIH). En 1955 realizó su doctorado en Bioquímica en la Escuela de Medicina de la Universidad George Washington.

## Investigación científica

### Analgésicos
Durante su trabajo en el Goldwater Memorial Hospital se enfocó en el estudio de los mecanismos de acción de los analgésicos. Observaciones mostraban que pacientes usuarios de fármacos alternativos a la aspirina desarrollaban una alteración sanguínea denominada metahemoglobinemia. Descubrió junto a Bernard Brodie que la acetanilida, el principal compuesto activo de estos medicamentos era responsable de tal efecto, encontrando posteriormente que el paracetamol, un derivado de esa sustancia, presentaba acción analgésica sin mostrar dicha consecuencia adversa, por lo que recomendaron su uso en su reemplazo.

### Catecolaminas
Durante su estancia NIH, estudió y describió los mecanismos y efectos de la cafeína, substancia que le condujo a un interés del sistema nervioso simpático y sus neurotransmisores principales. Simultáneamente realizó diversas investigaciones sobre la codeína, morfina, metanfetamina, efedrina y fue uno de los pioneros en la experimentación con LSD.

### Glándula pineal
Posteriormente su investigación se centró en la glándula pineal, demostrando que la melatonina de la hormona es generada a partir del triptófano.

## Premios y distinciones
En 1967 recibió el Premio Internacional Gairdner Foundation. Fue galardonado en 1970 con el Premio Nobel en Fisiología o Medicina por «sus descubrimientos concernientes a las transmisiones químicas en las terminaciones nerviosas y el mecanismo de almacenaje y de inactivación de estos neurotransmisores», premio que compartió con Bernard Katz y Ulf von Euler. En 1979 fue elegido miembro extranjero de la Royal Society.